# Namea capricornia
Namea capricornia là một loài nhện trong họ Nemesiidae.
Namea capricornia được miêu tả năm 1984 bởi Raven.